# Pseudorhaphitoma cognata
Pseudorhaphitoma cognata é uma espécie de gastrópode do gênero Pseudorhaphitoma, pertencente a família Mangeliidae.